# Developer Transition Kit (2020)
El Developer Transition Kit es un prototipo ARM-based anunciada por Apple el 22 de junio de 2020 como parte de su iniciativa de transición de su línea de productos de computadoras personales Mac de la x86 de Intel a la Apple Silicon.

## Especificaciones
En su 2020 Worldwide Developers Conference, Apple anunció un prototipo de computadora no comercial llamado "Developer Transition Kit" (DTK). Se pretende ayudar a los desarrolladores de software durante la  transición de la  Macintosh a la arquitectura ARM. Descrito informalmente como "un iPad en el cuerpo de un Mac mini, el DTK lleva un número de modelo A2330 y se identifica como "Plataforma de Desarrollo de Apple"." Consiste en un procesador A12Z, 16 GB RAM, 512 GB SSD, y una variedad de puertos comunes de E/S (USB-C, USB-A, HDMI 2. 0, y Gigabit Ethernet) en una caja de Mac mini. Soporte para comunicación inalámbrica basada en Wi-Fi 5 (802.11ac) y Bluetooth 5.0 está incluido, mientras que el soporte de Thunderbolt 3, incorporado a cada Mac disponible comercialmente a partir de junio de 2020, no está incluido (aunque Apple ha confirmado que las próximas computadoras Macintosh basadas en el silicio de Apple incluirán el soporte de Thunderbolt). Viene precargado con versiones beta de macOS 11 Big Sur y Xcode. 12.

## Rendimiento
En una entrevista poco después de la introducción del DTK, el vicepresidente de Ingeniería de Software de Apple Craig Federighi elogió el rendimiento del DTK y contribuyó a las expectativas de un rendimiento superlativo de los próximos productos comerciales basados en el silicio de Apple diseñado a medida para la plataforma Macintosh: "Incluso ese hardware DTK, que se ejecuta en un chip de iPad existente que no tenemos intención de poner en un Mac en el futuro - sólo está ahí para la transición - el Mac funciona muy bien en ese sistema. No es una base para juzgar los futuros Macs... pero te da una idea de lo que nuestro equipo de silicio puede hacer cuando ni siquiera lo intentan, y lo van a intentar.”

## Condiciones de uso
El DTK se pone a disposición de los desarrolladores estrictamente en forma de préstamo, no de compra, y como tal debe ser devuelto a Apple al final de la transición de la Arquitectura Intel x86 a la Arquitectura Apple Silicon (ARM) . Se adjuntan varias condiciones de uso, incluyendo restricciones contra el desmontaje de la computadora, la ejecución de pruebas de referencia no autorizadas, o su uso para trabajos distintos al desarrollo de software relacionado con la transición.

## Costo
El DTK se pone a disposición de determinados desarrolladores de software como parte de un programa de transición para desarrolladores cuyo coste total es de 500 dólares estadounidenses. El YouTuber Dave Lee observó que, tal vez por los costes menores por componentes de Apple, el precio es comparado a favor del DTK de 2005 (con un precio de renta de 999 USD) y muy similar a un Mac mini de especificaciones similares. 

## Antecedentes históricos
Durante el 2005-2006 donde se llevó a cabo la transición de la Arquitectura IBM PowerPC a la x86 de los Procesadores Intel, la compañía anunció y puso a disposición de los desarrolladores un prototipo análogo de computadora Macintosh.  También llamado "Developer Transition Kit", el ordenador se identificó como "Apple Development Platform" (ADP2,1), y consistía en un procesador Intel Pentium 4 de 3,6 GHz, 1 GB de RAM DDR2, una unidad de disco duro SATA de 160 GB y una unidad de disco óptico en una caja  Power Mac G5 ligeramente modificada con un sistema de refrigeración alterado. La conectividad incluía USB 2.0, FireWire 400 y Gigabit Ethernet. El software incluido Xcode 2.1 y una versión de Mac OS X 10.4.1 porteada para ser funcional con la Arquitectura x86.
Los desarrolladores de programas informáticos también pudieron obtener en préstamo el DTK de 2005, y Apple exigió a los desarrolladores que devolvieran los prototipos de computadoras a la empresa en el plazo de una semana a partir del 31 de diciembre de 2006. Durante la Conferencia Mundial de Desarrolladores de 2005 de Apple, el entonces director general Steve Jobs enfatizó la naturaleza no comercial del prototipo de hardware: "Esta es una plataforma de desarrollo solamente. Esto no es un producto; nunca será enviado como un producto. Es sólo para que ustedes se inicien en el desarrollo. De hecho, tienen que devolverlos a finales de 2006. No queremos que estén flotando por ahí. No son productos."